# Preludi corali di Lipsia
I Preludi corali di Lipsia (o meglio, dell'autografo di Lipsia, perché il manoscritto fu lì ritrovato), o anche Diciotto corali di diversa specie BWV 651–668 sono una serie di diciotto preludi corali per organo composti da Johann Sebastian Bach a Lipsia nel suo ultimo decennio di vita, tra il 1740 e il 1750 a partire da altri brani scritti precedentemente a Weimar, dove Bach era organista di corte. L'opera forma una collezione enciclopedica di grandi preludi corali in una varietà di stile che tiene conto di tutto il secolo precedente. Assieme all'Orgelbüchlein, ai Corali Schübler e alla terza parte del Clavier-Übung, rappresentano la summa della musica sacra per organo di Bach.

## Preludi
- Fantasia super Komm, Heiliger Geist [Vieni, Spirito Santo], canto fermo in Pedale, BWV 651

Sopra il canto fermo eseguito dal pedale si svolge un esuberante fugato che ricorda il vento che si abbatte gagliardo (Atti, 2,2) dello Spirito Santo; un secondo soggetto con abbellimenti ricama l'Alleluia al culmine del corale.
- Komm, Heiliger Geist, alio modo a 2 Clav. e Pedale, BWV 652

La melodia ornata del corale si svolge sopra una lenta sarabanda a tre voci di carattere lirico, mentre fluttuanti semicrome evidenziano l'Alleluia finale nel più lungo dei diciotto preludi.
- An Wasserflüssen Babylon [Sui fiumi di Babilonia], a 2 Clav. e Pedale, BWV 653

Gli eleganti ritornelli dell'accompagnamento nelle due voci più acute e sul pedale di questa sarabanda anticipano il corale ornato del tenore che evoca il lugubre tono dell'inno: Ai salici di quella terra appendemmo le nostre cetre (si tratta del Salmo 137). In un famoso concerto del 1720 sul grande organo della chiesa di Santa Caterina ad Amburgo Bach improvvisò per mezz'ora sul tema di quest'inno in tributo all'organista di quella chiesa Johann Adam Reincken e alla sua nota fantasia sul tema.
- Schmücke dich, o liebe Seele [Decorati, o cara anima], a 2 Clav. e Pedale, BWV 654

Il corale sobriamente ornato, ma non privo di melismi affidato al soprano si alterna con i ritornelli a ritmo di danza delle due parti inferiori che si intrecciano a vicenda sopra il basso al pedale, il contrappunto tra le quattro voci crea un'aria di grande serenità, un'estatica meditazione per il rito della comunione. Il tema della decorazione, già presente nel titolo, è illustrato dagli ornamenti in stile francese delle voci acute.
- Trio super Herr Jesu Christ, dich zu uns wend [Signore Gesù Cristo, voltati verso di noi], a 2 Clav. e Pedale, BWV 655

Composto nella forma del trio, questo preludio allegro e giubilante in stile concertante riecheggia la gioia eterna e luce beata dell'ultima strofa. La progressione tonale del preludio (che attraversa, nell'ordine, le tonalità di Sol, Re maggiore, Mi e Si minore e poi ancora Re e Sol maggiore) è di ispirazione vivaldiana. Le due voci soliste al manuale e il basso continuo al pedale sono basate sul cantus firmus che è riprodotto integralmente nella ricapitolazione, svolto dal pedale.
- O Lamm Gottes, unschuldig [O agnello innocente di Dio], 3 Versus, BWV 656

La prima strofa di quest'inno destinato al Venerdì santo è un preludio a quattro voci intenso e accorato basato sul cantus firmus, che appare esplicitamente nella parte del soprano sopra l'accompagnamento a base di crome; nella seconda il cantus firmus si sposta al contralto e le figure delle crome diventano più vivaci; nell'ultima, il pedale prende il canto, sotto ad un controsoggetto di fuga a quattro voci in terzine, prima in una figurazione spigolosa e poi con note ribattute che portano a un angoscioso passaggio cromatico che rappresenta la crocifissione e infine ad una serie di crome assai più pacifiche.
- Nun danket alle Gott [Ora ringraziate tutti Dio], a 2 Clav. e Pedale, canto fermo in Soprano, BWV 657

Questo preludio segue fedelmente il modello di Pachelbel, differenziandosi per gli elementi di imitazione nelle parti inferiori sotto il cantus firmus non ornato del soprano.
- Von Gott will ich nicht lassen [Non abbandonerò Dio], Canto fermo in Pedale, BWV 658

Le tre voci ornate di accompagnamento al manuale sono derivate dalle note d'apertura dell'inno e da un diverso motivo gioioso che permea il brano, che "si avvolge sopra e sotto [la melodia] come una lussousa ghirlanda d'amaranto". Solo quattro versi del cantus firmus sono eseguiti dal pedale; il preludio si chiude con una coda apparentemente priva di tempo che riproduce il suono delle campane, riproducendo gli ultimi versi del corale: dopo la morte saremo sepolti nel profondo della terra; quando avremo dormito, saremo svegliati da Dio..
- Nun komm', der Heiden Heiland [Vieni ora, Salvatore dei pagani], a 2 Clav. e Pedale, BWV 659

Sopra le crome del basso dal carattere di continuo del pedale, le due voci interne si muovono imitandosi reciprocamente, sotto al florido e melismatico cantus firmus. La melodia, prolungata senza fine e mai pienamente percepibile in mezzo agli arabeschi spiraleggianti, evoca il mistero dell'incarnazione ed è corrisposta dalla perfezione dell'accompagnamento.
- Trio super Nun komm', der Heiden Heiland, a due Bassi e canto fermo, BWV 660

Questo preludio corale è inusualmente scritto come un'invenzione a due voci per pedale e basso (due bassi, come dice esplicitamente il sottotitolo), mentre la melodia dell'inno, notevolmente fiorita, è cantata dal soprano.
- Nun komm', der Heiden Heiland in Organo pleno, Canto fermo in Pedale, BWV 661

Sotto ad una fuga a tre voci tipicamente bachiana eseguita dal manuale, con un tema di crome spigolose derivate dalla melodia, si trova il cantus firmus del pedale; il tema della fuga, il controsoggetto e le loro inversioni si combinano in diversi modi nel corso del brano.
- Allein Gott in der Höh' sei Ehr' [Solo a Dio sia gloria nell'alto], a 2. Clav. e Pedale, Canto fermo in Soprano, BWV 662

Questo preludio, con l'insolita marcatura di Adagio è basato sulla versione luterana del Gloria in excelsis Deo. Esso è composto dalle due voci intermedie che sviluppano una fuga ornata sopra al pedale che funge da continuo, mentre al soprano è affidato il cantus firmus, fiorito e melismatico, le cui figurazioni richiamano il violino obbligato e l'oboe delle cantate di Weimar (come la sinfonia di Ich hatte viel Bekümmernis, BWV 21.
- Allein Gott in der Höh' sei Ehr', a 2. Clav. e Pedale, Canto fermo in Tenore, BWV 663

Il tema che accompagna questo preludio assume la forma della sonata in trio, con le parti superiori che assomigliano ad una fantasia con le loro vivaci figure di crome contrappuntistiche che cambiano continuamente unite ad un solido continuo al pedale; il cantus firmus ornato è un'aria eseguita dal tenore, con i suoi melismi.
- Trio super Allein Gott in der Höh' sei Ehr', a 2. Clav. e Pedale, BWV 664

Questo è un altro preludio corale simile alle sonate in trio organistiche: fantasioso, scintillante, gioioso, concertante. Le due parti soliste e indipendenti sono basate sul cantus firmus, le cui prime due frasi sono eseguite dal pedale solo alla fine del brano prima della coda. Il preludio si divide in tre parti: sei ripetizioni fugali del tema; una serie di brillanti episodi violinistici con sospensioni, semicrome e trilli prolungati, che s'incrociano due volte con il tema in modo minore, infine la ripresa del tema sopra il canto termina il corale.
- Jesus Christus, unser Heiland [Gesù Cristo, nostro Salvatore], sub Communione, Pedaliter, BWV 665

- Jesus Christus, unser Heiland, BWV 666

- Komm, Gott, Schöpfer, heiliger Geist [Vieni, Dio, creatore, Spirito Santo], BWV 667

Di questo corale esiste anche una versione nell'Orgelbüchlein (BWV 631) identica ma più corta, in quanto termina sulla cadenza plagale a metà della battuta 8; la versione dei Corali di Lipsia presenta quindi un sostanziale allungamento di ben diciotto battute, in cui, rispetto alla prima parte, il canto si sposta al pedale e il carattere delle altre voci si fa più virtuosistico.
- Vor deinen Thron tret' ich [Mi avvicino al tuo trono, o Dio], BWV 668

## Fonti
- Johann Sebastian Bach, Die achtzehn großen Orgelchoräle BWV 651-668 und Canonische Veränderungen über “Vom Himmel Hoch” BWV 769. Faksimile der Originalhandschrift mit einem Vorwart herausgegeben von Peter Wollny. [Staatsbibliothek, Berlin, Bach P. 271], Laaber, 1999. Facsimile of original manuscript P 271 in the Berlin State Library
- Johann Sebastian Bach, Organ Music. The Bach-Gesellschaft edition, Dover, 1970, ISBN 0-486-22359-0.
- Anne Leahy, J. S. Bach's "Leipzig" Chorale Preludes: Music, Text, Theology, Contextual Bach Studies, vol. 3, Scarecrow Press, 2011, ISBN 0-8108-8181-0.
- Russell Stinson, J.S. Bach's Great Eighteen Organ Chorales, Oxford University Press, 2001, ISBN 0-19-516556-X.
- Peter Williams, The Organ Music of J.S. Bach, Volume II: BWV 599-771, etc., Cambridge Studies in Music, Cambridge University Press, 1980, ISBN 0-521-31700-2.
- Peter Williams, J.S. Bach: A Life in Music, Cambridge University Press, 2007, ISBN 0-521-87074-7.
- Christoph Wolff, The Deathbed Chorale: Exposing a Myth, Bach. Essays on his Life and Music, Harvard University Press, 1993.
- Christoph Wolff, Johann Sebastian Bach. The Learned Musician, Oxford University Press, 2000.
- David Yearsley, Bach and the Meanings of Counterpoint, Cambridge University Press, 2002, ISBN 0-521-80346-2.